# Mordella conjuncta
Mordella conjuncta là một loài bọ cánh cứng trong họ Mordellidae. Loài này được Shchegolvera-Barovskaya miêu tả khoa học năm 1931.